# Championnat de France féminin de volley-ball 1978-1979
Navigation
Saison précédente Saison suivante
Le Championnat de France de volley-ball féminin, Nationale 1 1978-1979, a opposé les six meilleures équipes françaises de volley-ball.

## Listes des équipes en compétition
| \| Clamart Lyon Montpellier Paris UC Nancy Tourcoing \| Localisation des clubs engagés dans le championnat. |
| Clamart Lyon Montpellier Paris UC Nancy Tourcoing                                                           |

| CSM Clamart       |
| ASU Lyon          |
| ASPTT Montpellier |
| SLUC Nancy        |
| Paris UC          |
| Tourcoing Sports  |

## Formule de la compétition
- Phase régulière, les équipes se rencontrent en match aller/retour.
- Les quatre premiers du classement se rencontrent en trois tournois (Nationale 1A, dit tournois des As). Les résultats de la saison régulière sont conservés. Le classement final est établi à l'issue des douze rencontres.
- Les deux derniers du classement avec des clubs de Nationale 2 forment la Nationale 1B, les quatre équipes classées premières jouent en Nationale 1, la saison suivante.

## Saison régulière

### Classement
| # | Équipe            |
| 1 | ASU Lyon          |
| 2 | ASPTT Montpellier |
| 3 | Paris UC (T)      |
| 4 | CSM Clamart       |
| 5 | SLUC Nancy        |
| 6 | Tourcoing Sports  |

|     | Qualification pour les tournois des As 1979 |
|     | Nationale 1B avec la Nationale 2            |
| (T) | Tenant du titre 1978                        |

## Nationale 1A

### Classement
| # | Équipe      | Pts | J  | G | P | SP | SC |
| 1 | Lyon        | 21  | 12 | 9 | 3 | 28 | 21 |
| 2 | Montpellier | 19  | 12 | 7 | 5 | 28 | 21 |
| 3 | Paris UC    | 18  | 12 | 6 | 6 | 25 | 23 |
| 4 | Clamart     | 15  | 12 | 3 | 9 | 13 | 35 |

## Nationale 1B

### Classement
| # | Équipe           |
| 1 | SLUC Nancy       |
| 2 | Tourcoing Sports |
| 3 | CASG Paris       |
| 4 | RC de France     |
| 5 | SA Mérignac      |
| 6 |                  |

|  | Promotion en Nationale 1 |

## Bilan de la saison
| Tableau d'Honneur |           |
| Compétition       | Vainqueur |
| Nationale 1       | Lyon      |

| Qualifications européennes 1979-1980 |                   |
| Compétition                          | Qualifiés         |
| Coupe d'Europe des Clubs Champions   | Lyon              |
| Coupe des vainqueurs de Coupes       | ASPTT Montpellier |

| Promotions et relégations |                         |
| Relégués en Nationale 2   | aucun                   |
| Promu de Nationale 2      | CASG Paris RC de France |